# Ronald Knox
Pour les articles homonymes, voir Knox.
Ronald Arbuthnott Knox, né le 17 février 1888 à Kibworth, dans le Leicestershire, et mort le 24 août 1957 à Londres, est un prêtre, théologien et écrivain britannique. Coordinateur d'une traduction anglaise de la Vulgate (version latine de la Bible), il est également connu comme auteur de romans policiers.

## Biographie
Fils d'un évêque anglican de Manchester, Ronald Knox perd sa mère pendant sa petite enfance. Il fait ses études à Eton et Oxford. Ordonné prêtre anglican en 1912 et nommé aumônier de Trinity College, à Oxford, il se convertit au catholicisme en 1917, et est ordonné prêtre en 1918. Prédicateur renommé, auteur de nombreux ouvrages de spiritualité, d'apologétique et de théologie, ainsi que d'essais littéraires, il coordonne également une nouvelle traduction de la Bible en anglais, encore largement utilisée dans le monde catholique anglophone. Pendant la Première Guerre mondiale, il travaille dans le Military Intelligence.
Ronald Knox demeure célèbre pour ses sermons, art qu'il a exercé dans un nouveau média de son temps, la radio. Il eut une grande influence sur plusieurs écrivains britanniques eux-mêmes convertis au catholicisme : G. K. Chesterton, Evelyn Waugh, Siegfried Sassoon.
En 1912, il publie dans le Oxford Blue Book un essai intitulé Études sur la littérature de Sherlock Holmes. Republié plus tard, en 1928, dans un recueil intitulé Essays in Satire, cet essai constitue le point de départ officiel de ce qu'il est convenu d'appeler les « études holmésiennes ». Knox y fait part à bâtons rompus de diverses réflexions qui lui sont venues à l'esprit en lisant les histoires de Sherlock Holmes. Avec beaucoup de verve, il passe de l'une à l'autre, mais en les distinguant et les isolant bien les unes des autres, apparaît une série de thèmes qui serviront par la suite de base à des controverses entre auteurs. Avec d'autres, non abordés par Knox, ces thèmes sont aujourd'hui regroupés sous le vocable des « études holmésiennes ». Et les controverses portant sur ces points font encore les délices des clubs holmésiens .
Ronald Knox est lui-même auteur d'une demi-douzaine de romans policiers. Pour le Detection Club, dont il fait partie dès sa fondation, il a également codifié les « dix règles d'or du roman policier », connues sous le nom de « Décalogue de Knox ».
Il meurt d'un cancer en 1957. Il est inhumé à l'Église St Andrew de Mells.

## Publications

### Essais
- Spiritual Aeneid (1918)
- The Belief of Catholics (1927)
- Difficulties: Being a Correspondence About the Catholic Religion (1932) (avec Arnold Lunn)
- A Barchester Pilgrimage (1935)
- Let Dons Delight (1939)
- The Hidden Stream : Mysteries of the Christian Faith (1953)

### Littérature policière

#### Romans
- The Viaduct Murder (1925)
- The Three Taps (1927)
- The Footsteps at the Lock (1928)
- The Body in the Silo (1933) Publié en français sous le titre Le Cadavre dans le silo, Paris, Durental, 1934
- Still Dead (1934)
- Double Cross Purposes (1937)

#### Nouvelles
- Saved by Inspection (1931).
- The Motive (1937)
- The Adventure of the First Class Carriage (1947)

#### Avec des membres du Detection Club
- The Scoop and Behind the Screen (1930)
- The Floating Admiral (1931), écrit en collaboration avec des membres du Detection Club Publié en français sous le titre L'Amiral flottant, traduit par Violette Delevingne, Paris, Gallimard, coll. « Le Scarabée d'Or » no 1, 1936 ; réédition dans une nouvelle traduction par François Andrieux sous le titre L'Amiral flottant sur la rivière Whyn, Clermont-Ferrand, Éditions Paleo, coll. « De l'autre côté » no 4, 2003  (ISBN 2-84909-026-3)
- Six Against the Yard (1936)